# مجموعه نیازآباد
مجموعه نیازآباد مربوط به سدهٔ ۹ ه.ق است و در شهرستان خواف، بخش سنگان، روستای نیازآباد واقع شده و این اثر در تاریخ ۱۸ اردیبهشت ۱۳۸۰ با شمارهٔ ثبت ۳۷۷۵ به‌عنوان یکی از آثار ملی ایران به ثبت رسیده است.